# Каракольська печера
Каракольська, Старокаракольська печера (рос. Каракольская, Старокаракольская) — печера на Алтаї, Республіка Алтай, Росія. Печера горизонтального типу простягання.  Загальна протяжність — 385 м. Глибина печери — 20 м, амплітуда висот — 24 м.  Печера відноситься до Західноалтайської області Алтайської провінції Алтай-Саянської спелеологічної країни. Кадастровий номер 5117/8439-2.